# Villeneuve-d'Amont
Villeneuve-d'Amont är en kommun i departementet Doubs i regionen Bourgogne-Franche-Comté i östra Frankrike. Kommunen ligger i kantonen Levier som tillhör arrondissementet Pontarlier. År 2022 hade Villeneuve-d'Amont 221 invånare.

## Befolkningsutveckling
Antalet invånare i kommunen Villeneuve-d'Amont
Referens:INSEE